# Nesozineus puru
Nesozineus puru là một loài bọ cánh cứng trong họ Cerambycidae.